# Établissement de la radio tunisienne
L'Établissement de la radio tunisienne est un établissement public tunisien créé par le président Zine el-Abidine Ben Ali le 31 août 2007 et chargé de la gestion de la radio nationale.

## Histoire
Le président Zine el-Abidine Ben Ali crée l'Établissement de la radio tunisienne le 7 novembre 2006 en scindant l'Établissement de la radiodiffusion-télévision tunisienne en deux ; l'Établissement de la télévision tunisienne est également créé à cette occasion. La décision devient effective le 31 août 2007. La nouvelle entité reste membre pleinement actif de l'Union européenne de radio-télévision.

## Activités
En 2016, l'Établissement de la radio tunisienne gère dix chaînes de radio publiques.

### Radio nationales
- Radio Tunis ;
- Radio Tunisie Culture ;
- Radio Jeunes ;
- Radio Panorama ;
- Radio Tunis chaîne internationale (RTCI).

### Radios régionales
- Radio Sfax ;
- Radio Monastir ;
- Radio Gafsa ;
- Radio Tataouine ;
- Radio Le Kef.

### Radios locales
- Radio Kasserine.